# De Gruyterfabriek

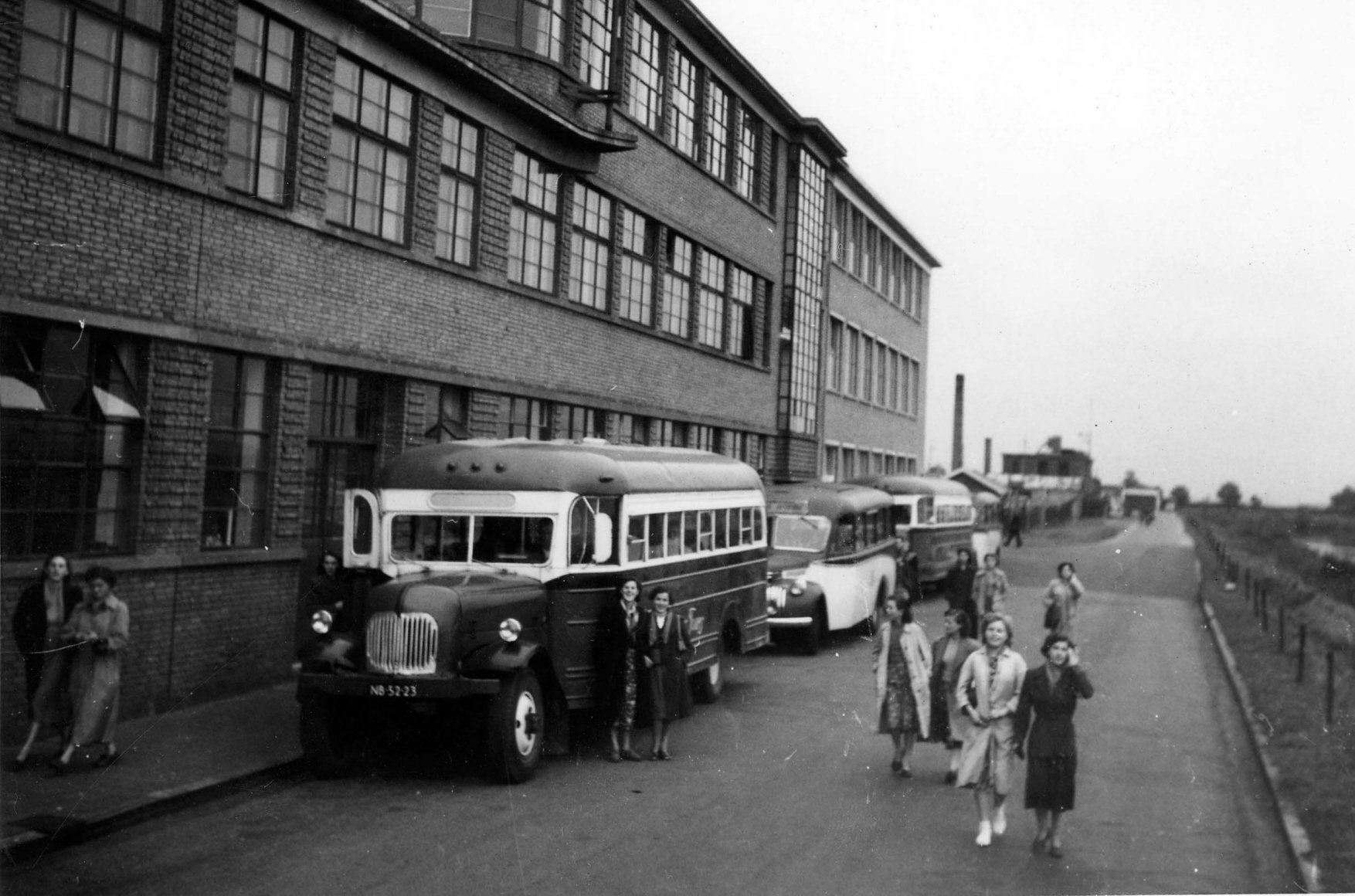
De Gruyterfabriek na een werkdag in 1953

De Gruyterfabriek is een bedrijfsverzamelgebouw in 's-Hertogenbosch, welke in 2012 als zodanig werd geopend. Het is gelegen pal naast de Brabanthallen en huisvest meer dan 160 verschillende bedrijven. Dit gaat van eenmanszaken tot grotere bedrijven.

## Geschiedenis
In 1818 begon Piet de Gruyter met een paardengrutmolen. Het bedrijf groeide en aan het eind van de 19e eeuw werd er een koffiebranderij en een cacaofabriek gebouwd in de binnenstad van 's-Hertogenbosch. De Gruyter veranderde van een grossierderij in een filiaalbedrijf met zoveel mogelijk producten uit eigen bedrijf. De winkelketen De Gruyter groeide, de productieactiviteiten breidden zich uit: rond 1930 een koffiebranderij, machinale theepakkerij, cacaofabriek, vermicelli- en macaronifabriek, grutterij en meelfabriek, jam- bessensapfabriek, puddingfabriek, graanbedrijf voor pluimveevoeder, machinale inrichting voor peulvruchten, een spliterwtenfabriek, kindermeelfabriek, winkelzakken- en kartonnagefabriek en een machinale levensmiddelenverpakkingsinrichting. In 1933 werd een kantoorpand met fabriekshallen aan de Veemarktkade gebouwd naar een ontwerp van De Gruyter's huisarchitect Teunis Wilschut. Vanwege de gunstige ligging aan spoor en water was deze plek ideaal. De bouw verliep in fasen en gedurende de Tweede Wereldoorlog lag de bouw helemaal stil. Pas in 1956 was de bouw gereed. Na 1976, toen de winkelketen inmiddels overgenomen was door SHV en de Spar stond het complex gedurende lange tijd leeg. Om het gebouw van sloop te redden besloot de BIM (Bossche InvesteringsMaatschappij) het gebouw te renoveren en transformeren zodat het behouden kon blijven.